# Ties
|  | Denne artikel er oprettet af botten PalnaBot ud fra en ekstern database. Den kan derfor have sproglige fejl eller mangler. Denne skabelon kan fjernes efter kontrol af indholdet. |

Ties er en film med ukendt instruktør.

## Handling
En moderne pas-de-deux, om et forhold på grænsen mellem kærlighed og venskab i et tidløst rum, hvor den eneste reference er en stor spejlvæg. De to står hinanden så nær, at de er bange for at miste sig selv og hinanden. Dansen er et drømmeagtigt forløb, hvor de to mennesker er sammen og alene med deres oplevelser og forventninger.